# Hermann Levi
Hermann Levi (ur. 7 listopada 1839 w Gießen, zm. 13 maja 1900 w Monachium) – niemiecki dyrygent.

## Życiorys
Uczył się w Mannheimie u Vincenza Lachnera (1852–1855) oraz w Lipsku u Moritza Hauptmanna i Juliusa Rietza. W latach 1859–1861 pełnił funkcję generalnego dyrektora muzycznego w Saarbrücken. W 1861 roku otrzymał posadę asystenta dyrygenta opery w Mannheimie, od 1861 do 1864 roku był także dyrygentem opery niemieckiej w Rotterdamie. W latach 1864–1872 był dyrygentem opery dworskiej w Karlsruhe. Od 1872 do 1890 był nadwornym kapelmistrzem w Monachium, zaś w 1894 roku otrzymał posadę generalnego dyrektora muzycznego miasta. W 1896 roku ze względu na zły stan zdrowia wycofał się z działalności publicznej. Pośmiertnie ukazała się napisana przez niego praca Gedanken aus Goethes Werken (Monachium 1901, 3. wydanie 1911).
Współpracował z Richardem Wagnerem przy wystawianiu jego dzieł w teatrze operowym w Bayreuth, choć ze względu na żydowskie pochodzenie Leviego często dochodziło między nimi do scysji. Z uwagi na znajomość z Wagnerem zerwał przyjaźń z Johannesem Brahmsem. Dyrygował prapremierowym przedstawieniem Parsifala (1882). Przygotował też program muzyczny na uroczystość ceremonii pogrzebowej Wagnera.